# Walter Hauser
Walter Hauser (*1 de mayo de 1837 en Wädenswil ZH; † 22 de octubre de 1902 en Berna) fue un político suizo, miembro del Partido Radical Democrático y del Consejo Federal de Suiza.

## Carrera política
En 1869 fue elegido al Consejo Cantonal (Kantonsrat - legislativo) del cantón de Zúrich. En 1881 sigue su elección al Consejo de Gobierno (Regierungsrat - ejecutivo) de Zúrich donde se ocupó del departamento de Finanzas y a partir de 1887 del de Construcciones. Desde 1869 fue también elegido al Consejo Nacional, sin embargo al final de la legislatura no se quiso volver a presentar. En 1879 es enviado al Consejo de los Estados por el cantón de Zúrich en reemplazo de Wilhelm Hertenstein recién elegido en el Consejo federal. Tras la muerte de Hertenstein la Asamblea federal se reunió el 13 de diciembre de 1888 para elegir a su sucesor. Hauser es elegido nuevamente como sucesor de Hertenstein en la primera vuelta de votación con 117 votos de 174 votos válidos. El 21 de octubre de 1902 mientras que trabajaba, Hauser sufrió un accidente cerebrovascular tras el cual murió.
Hauser asumió la presidencia de la Confederación en 1892 y 1900. Durante su mandato ocupó sucesivamente los siguientes departamentos:
- Departamento militar (1889–1890)
- Departamento de Finanzas y Aduanas  (1891–1899)
- Departamento político (1900)
- Departamento de Finanzas y Aduanas (1901–1902)